# Blachia jatrophifolia
Blachia jatrophifolia är en törelväxtart som beskrevs av Ferdinand Albin Pax och Käthe Hoffmann. Blachia jatrophifolia ingår i släktet Blachia och familjen törelväxter. Inga underarter finns listade i Catalogue of Life.